# Ванденко Леонід Степанович
Леонід Степанович Ванденко (нар. 13 червня 1913, село Митки Подільської губернії, тепер Барського району Вінницької області — 26 березня 1987, місто Київ) — український радянський і компартійний діяч, голова Чернігівського облвиконкому, 1-й секретар Львівського сільського обкому КПУ. Депутат Верховної Ради УРСР 3—6-го скликань.

## Біографія
Народився в родині службовця.
У 1934 році закінчив Житомирський сільськогосподарський інститут.
У 1934—1935 роках — агроном Путивльського районного земельного відділу Чернігівської області. У 1935—1937 роках — старший агроном Куйбишевської машинно-тракторної станції Михайло-Коцюбинського району Чернігівської області. У 1937—1939 роках — дільничний і головний агроном Козелецького районного земельного відділу Чернігівської області.
У 1939—1941 роках — завідувач Козелецького районного земельного відділу Чернігівської області.
У 1941—1943 роках — старший агроном Клевенської машинно-тракторної станції Саратовської області РРФСР.
Член ВКП(б) з 1943 року.
У 1944—1945 роках — голова виконавчого комітету Козелецької районної Ради депутатів трудящих Чернігівської області.
У 1945—1949 роках — начальник Чернігівського обласного управління сільського і колгоспного будівництва.
У лютому 1949 — грудні 1950 року — 1-й заступник голови виконавчого комітету Чернігівської обласної Ради депутатів трудящих.
У грудні 1950 — липні 1959 року — голова виконавчого комітету Чернігівської обласної Ради депутатів трудящих.
У 1959—1961 роках — на партійній роботі: інспектор ЦК КПУ по Станіславській області.
14 липня 1961 — 11 січня 1963 року — секретар Львівського обласного комітету КПУ з питань сільського господарства.
11 січня 1963 — 14 грудня 1964 року — 1-й секретар Львівського сільського обласного комітету КПУ.
У грудні 1964 — 28 листопада 1973 року — секретар Львівського обласного комітету КПУ з питань сільського господарства.
З листопада 1973 року — на пенсії. До 1977 року працював у апараті Міністерства радгоспів Української РСР.
Потім — персональний пенсіонер союзного значення в Києві.
Помер 26 березня 1987 року в місті Києві.

## Нагороди
- орден Леніна (26.02.1958)
- три ордени Трудового Червоного Прапора
- орден Вітчизняної війни 1-го ст. (1.02.1945)
- орден «Знак Пошани» (8.07.1963)
- медаль «За доблесну працю у Великій Вітчизняній війні 1941—1945 рр.»
- медалі